# Ryan Pivirotto
Ryan Pivirotto (ur. 14 maja 1995 w Ann Arbor) – amerykański łyżwiarz szybki specjalizujący się w short tracku, olimpijczyk z Pekinu 2022.
Był w amerykańskiej kadrze na Zimowe Igrzyska Olimpijskie 2018 jako rezerwowy. W Pjongczangu nie został jednak wystawiony w żadnej konkurencji.
Mieszka w Salt Lake City.

## Wyniki

### Igrzyska olimpijskie
| Rok  | Gospodarz | 500 m | 1000 m | 1500 m | sztafeta mieszana |
| ---- | --------- | ----- | ------ | ------ | ----------------- |
| 2022 | Pekin     | 16    | 13     | DSQ    | 8                 |

### Mistrzostwa świata
| Rok  | Gospodarz | 500 m | 1000 m | wielobój | sztafeta mężczyzn |
| ---- | --------- | ----- | ------ | -------- | ----------------- |
| 2015 | Moskwa    | —     | —      | —        | 8                 |
| 2021 | Dordrecht | 11    | 14     | 23       | 7                 |

### Mistrzostwa świata juniorów
| Rok  | Gospodarz | sztafeta |
| ---- | --------- | -------- |
| 2014 | Erzurum   | 8        |